# 더 팰리스 오브 오번 힐스
더 팰리스 오브 오번힐스(영어: The Palace of Auburn Hills)는 미국 미시간주 오번 힐스에 위치한 실내 경기장이다. 과거 NBA 디트로이트 피스턴스와 IHL 디트로이트 바이퍼스와 WNBA 디토로이트 쇼크의 홈경기장으로 사용했다.